# Az UPS Airlines 1354-es járatának balesete
Az UPS Airlines 1354-es járata egy menetrend szerinti teherszállító járat volt Louisville-ből az alabamai Birmingham repülőterére. A gép a Birmingham–Shuttlesworth repülőtér megközelítése közben lezuhant és kigyulladt.

## Repülőgép
A balesetet szenvedett gép egy közel tízéves Airbus A300F4–622R teherszállító repülő volt, lajstromjele N155UP. A gépet 2004.  február 13-án szállították le. A gép 11 000 óra repült órával rendelkezett, 6800 utat teljesített.

## Repülőtér
A gép a Birmingham–Shuttlesworth repülőtér 18-as futópályán készülődött leszállni, ami 2164 méter hosszú. Ez nem a "szokásos" leszállási irány, mert nem ez a repülőtér leghosszabb pályája. A reptér leghosszabb pályája ugyanis a 6/24-es pályája, ami 3657 méter hosszú.

## A baleset
A gép a Birmingham–Shuttlesworth repülőtér megközelítése közben lezuhant és kigyulladt röviddel a 18-as futópálya előtt. A gép kettétört a balesetben. A baleset helyi idő szerint hajnali háromnegyed ötkor történt. A legénység mind a két tagja életét vesztette, a földön senki sem sérült meg.

## Kivizsgálás

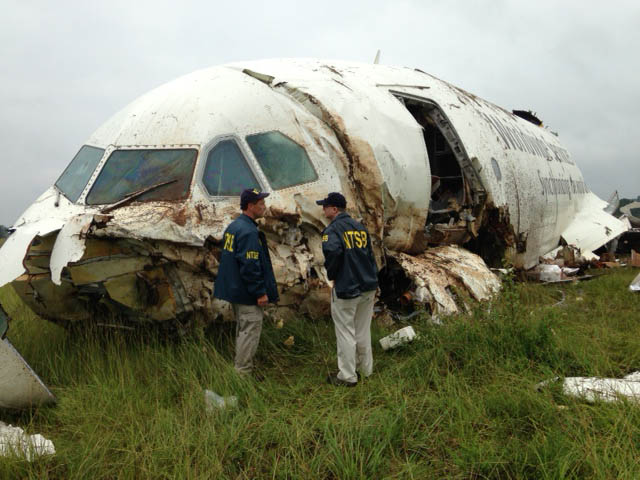
A lezuhant repülőgép Birminghamben

Az FAA megerősítette az UPS teherszállító gépének lezuhanását. Az esetet az NTSB fogja vizsgálni, akik 26 tagú csoportot küldtek a helyszínre, de a francia BEA is felajánlotta segítségét. Az Airbus repülőgépgyártó képviselői is a helyszínre utaztak. Birmingham polgármestere megerősítette, hogy a legénység mind a két tagja meghalt.

## Az UPS hasonló balesete
UPS Airlines 6-os járata: Az UPS második halásos balesete 2010. szeptember 3-án Dubajban történt, amikor egy Boeing 747-400-as röviddel a felszállás után lezuhant. A gép egy Boeing 747-44AF/SCDA cargo gép volt, lajtsomjele N571UP. A balesetet a raktérben keletkezett tűz okozta, amely megbénította a repülőgép létfontosságú műszereit is. A gép Dubajból a Köln–Bonn repülőtérre tartott. Itt is a legénység 2 tagja vesztette életét. Részletesebben lásd UPS Airlines 6. sz. járata.

## Fordítás
Ez a szócikk részben vagy egészben  az   UPS Airlines Flight 1354 című angol Wikipédia-szócikk fordításán alapul.  Az eredeti cikk szerkesztőit annak laptörténete sorolja fel. Ez a jelzés csupán a megfogalmazás eredetét és a szerzői jogokat jelzi, nem szolgál a cikkben szereplő információk forrásmegjelöléseként.